# 幸村アルト
幸村 アルト（ゆきむら アルト、5月20日 - ）は、日本の漫画家。女性。京都府出身。

## 来歴・人物
白泉社の漫画雑誌、『花とゆめ』・『ザ花とゆめ』にて主に作品を発表している。「ドラマチックドール」で第379回HMC努力賞受賞。「アンゴウナツ」で第51回ビッグチャレンジ賞準入選。2011年、『六百頁のミステリー』で第36回白泉社アテナ新人大賞デビュー優秀者賞を受賞している。
2014年から2021年にかけて、『花とゆめ』にて『コレットは死ぬことにした」を連載。

## 作品リスト

### 書籍
- 六百頁のミステリー（『花とゆめ』、2011年） - 全1巻
- はちみつとバタフライ 〜職人工房シリーズ〜 - 短編集
  - トランクドール（『花とゆめ』2009年24号）
  - はちみつとバタフライ（『ザ花とゆめ』2010年12/1号）
  - ビタースイート（『ザ花とゆめ』2010年12月1日号）
  - カフェ・コルベイユの恋（『花とゆめ』2009年13号）
  - ドラマチックドール（『ザ花とゆめ』2007年11月25日号）
- 銀砂糖師と黒の妖精 〜シュガーアップル・フェアリーテイル〜（原作：三川みり、花とゆめONLINE、2012年 - 2014年） - 全2巻
- コレットは死ぬことにした（『花とゆめ』、2014年[2] - 2021年[3]） - 全20巻
  - 夜とメロディ（『ザ花とゆめ』2008年9月25日号） - 『コレットは死ぬことにした』第1巻併録
  - コレットは死ぬことにした -女神編-（『ザ花とゆめ』、2022年[4][5]） - 全1巻
- 福衛門レース ―幸村アルト作品集― - 短編集
  - 福衛門レース（『花とゆめ』2019年13号）
  - ダンデライオン（『ザ花とゆめ』2010年8月1日号）
  - 愛のしるし（『ザ花とゆめ』2010年6月1日号）
  - 六百頁のミステリー 番外編（『花とゆめ』2011年18号）
- ピチカートの眠る森（『花とゆめ』2022年21号[6] - 2025年6号[7]） - 全5巻